# غواصة الأعماق

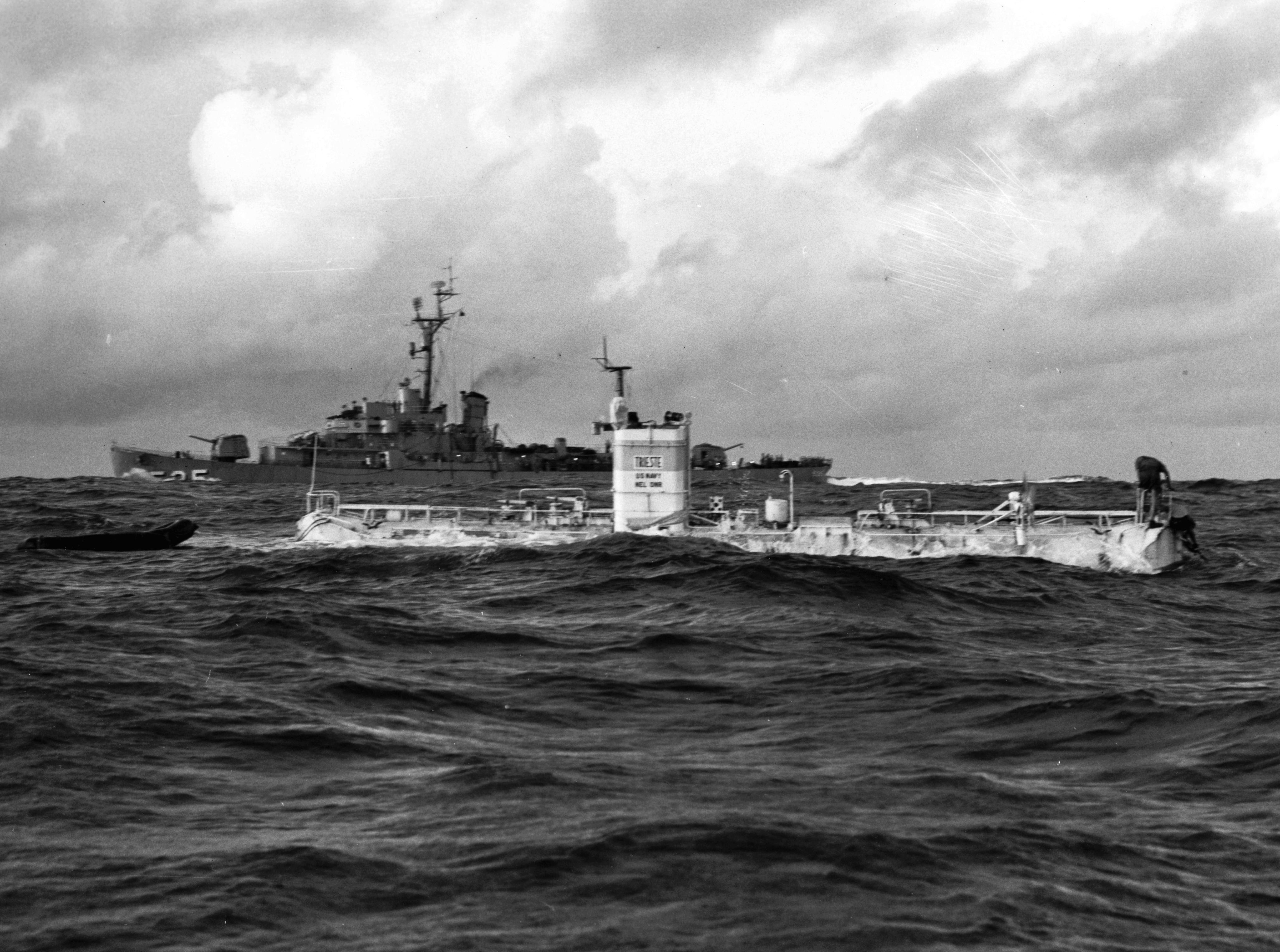
صورة لغواصة الأعماق ترييستي أخذت عام 1960

مقطع داخلي لغواصة الأعماق تريييستي

غواصة الأعماق (بالإنجليزية: Bathyscaphe)‏ سفينة للغطس تُستخدم في مراقبة أعماق البحار، وبمقدورها الغوص إلى عمق عشرة كيلومترات لاستكشاف الأجزاء العميقة للبحر. وتتكون السفينة من جسم كروي من الفولاذ، مثبت إلى بدن كبير. ويحمي الجسم الكروي طاقم السفينة والمعدات العلمية من الضغط العالي للمياه في قاع البحر. ويحتوي البدن على مقصورات عديدة مليئة بالبترول. ولكون البترول أخف وزنًا من الماء، فإنه يعمل على تعويم السفينة. وقد صَمَّم غواصة الأعماق أٌوگست پيكار (1884 ـ 1962م) وتمَّت تجربتها لأول مرة عام 1948م. والبحرية الفرنسية هي وحدها التي تستخدم غواصة الأعماق اليوم.
تعمل غواصة الأعماق تحت الماء بالطريقة نفسها التي يعمل بها البالون في الهواء. والجسم الكروي أثقل من الماء بينما البدن أخف وزنًا منه. ولجعل غواصة الأعماق تغوص إلى أسفل يسمح الغاطس لبعض البترول بالتسرب إلى الخارج، أو يترك بعض مياه البحر تتسرب إلى البدن. وبذلك يسحب وزن الجسم الكروي غواصة الأعماق إلى أسفل. وللصعود إلى أعلى يخفف الغاطس الغواصة عن طريق التَّخلص من بعض الأثقال الموازنة من أقسام خاصة بهيكل البدن. ولغواصة الأعماق مروحتا دفع صغيرتان تداران بمحركات تعمل بالبطاريات لتحريكها أفقيًا.